# 2015年美國大獎賽
2015年美國大獎賽（英語：2015 United States Grand Prix），官方名稱為2015年一級方程式賽車美國大獎賽（英語：2015 Formula 1 United States Grand Prix），是2015年10月25日舉辦於美國的一場一級方程式賽車賽事。比賽在美洲賽道進行，總計56圈。這是2015年世界一級方程式錦標賽的第16場分站賽事。同時也是自1950年成為世界錦標賽後的第37屆美國大獎賽，及第4度舉辦於此賽道。
在車手冠軍積分榜上，梅賽德斯車手路易斯·漢米爾頓帶著領先法拉利車手賽巴斯蒂安·維泰爾66分的差距來到此站，漢米爾頓的隊友尼可·羅斯堡則再以39分緊追在後維泰爾之後。梅賽德斯在車隊冠軍積分榜上以172分的積分差距領先法拉利，帶著車隊冠軍來到此站，位居第3的威廉斯則以139分落後法拉利。這三天的賽事在滂沱大雨的天氣狀態下舉行，從而導致練習賽被取消及排位賽被延後，隨後第三階段排位賽也被取消。
漢米爾頓在比賽後段超越羅斯堡並拿下美國分站冠軍，從而奪得他的第3座車手世界冠軍，維泰爾則以第3名完賽。這場大獎賽僅有12輛車完賽，馬克斯·維斯塔潘以第4名的成績再度達成他本季的最佳成績，簡森·巴頓也拿下他本季最佳的第6名。比賽在賽道濕滑的狀態下展開，兩輛紅牛最初能夠與梅賽德斯爭奪領導地位，但在賽道轉乾後，名次便開始下滑，丹尼爾·科維亞特在發生碰撞後以退賽收場，而丹尼爾·里卡多則以第10名完賽。

## 賽事簡報

### 背景

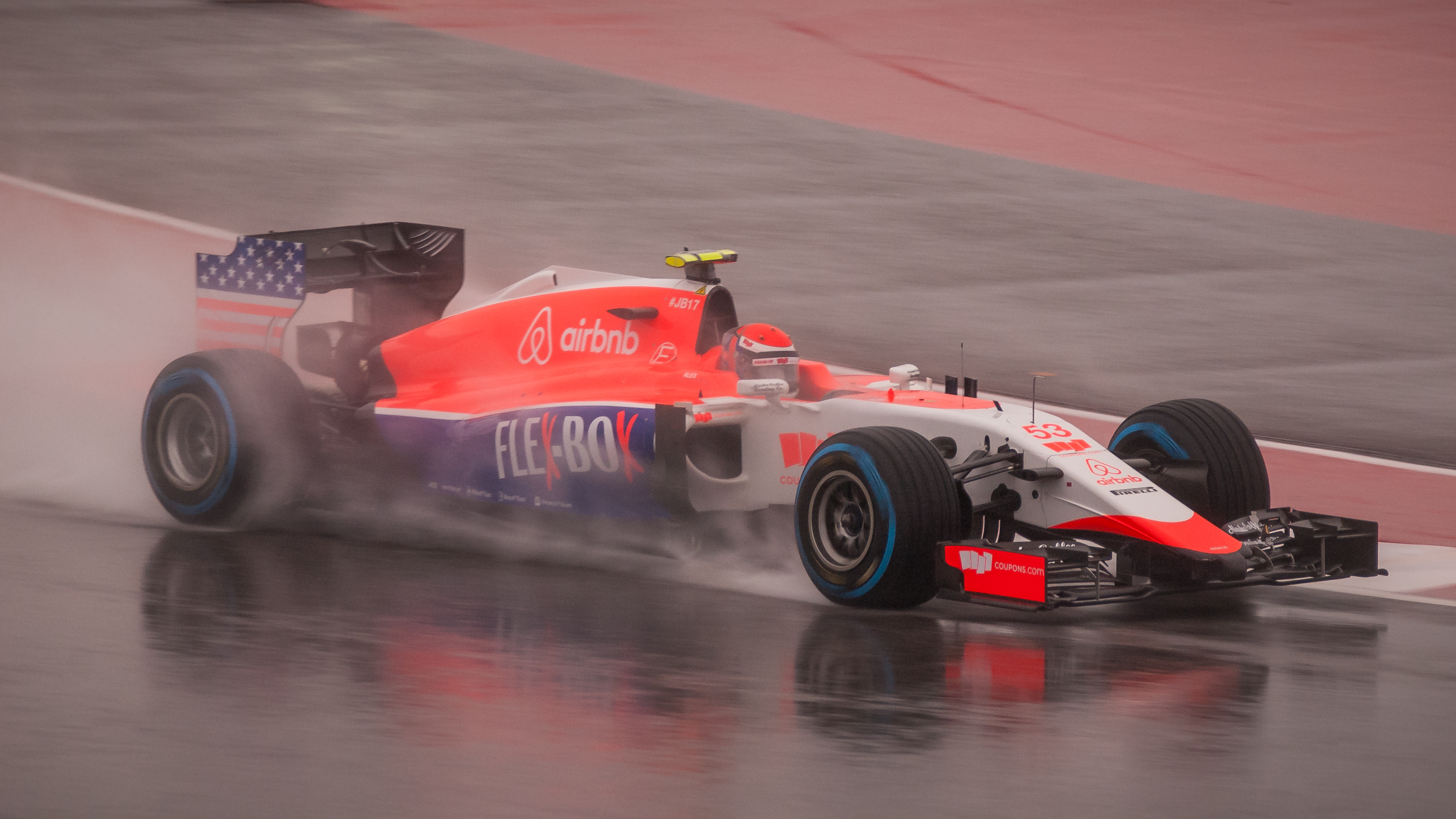
亞歷山大·羅西再次駕駛馬諾瑪魯西亞。

亞歷山大·羅西再次頂替羅伯托·梅里出賽，梅里最近一次為瑪魯西亞出賽的是俄羅斯大獎賽。羅西成為首位在美洲賽道出賽美國大獎賽的美國人。費爾南多·阿隆索在此周末以換上新的動力單元的麥拉倫上場，他曾在前一站的練習賽期間使用過這套動力單元，並在當時便以接受過罰退。其隊友簡森·巴頓為阿隆索打氣，表示期望能夠看到阿隆索「殲滅」他，提到：「我知道這麼說很不尋常，不過就我們的現況而言，首要之事便是好好駕駛這輛車。」麥拉倫也為這場大獎賽推出了新的空氣動力部件。賽巴斯蒂安·維泰爾及奇米·雷克南的法拉利皆須更換動力單元。兩位車手皆已超出本季所能使用的額度，須在本站各接受10位罰退。這對世界冠軍的爭奪至關重要，若是漢米爾頓能夠奪得分站冠軍且維泰爾以第二名以下的成績完賽，則漢米爾頓便能順利拿下本年度的世界冠軍。也就是說，如果漢米爾頓帶領梅賽德斯以一、二名完賽，而維泰爾屈居第三，正如2015年大多數分站的結果一般，則車手世界冠軍將在本季還剩3站的情況下提前揭曉。馬諾瑪魯西亞的威爾·史蒂文斯因為更換了他的引擎、渦輪增壓器及熱能發電機單元（MGU-H），須接受20位罰退。雷諾使用了他們剩餘12次配額中的11次，以對其動力單元做出變動。然而，紅牛及紅牛二隊兩支車隊選擇不使用這次的更新上場比賽，稱不值得以罰退來換取此性能上的增進。薩伯車隊在此站慶祝他們在一級方程式賽車的第400場大獎賽出賽。
此站與前幾場比賽一樣使用了兩段DRS區。第一段位在11及12號彎之間，第二段則在20及1號彎間的起跑大直道。輪胎供應商倍耐力在此站提供十支車隊兩款晴天輪胎配方，分別是作為「首選胎」的白色中性胎，以及作為「備選胎」的黃色軟胎，供應商表示出於這條賽道複雜程度的不同而選擇這兩款配方。另外，本站也將提供綠色半雨胎及藍色全雨胎兩款雨胎。
氣象預測指出比賽週末將會是雨天，特別是在週五下午及週六風雨最強，而正賽當日的降雨機率則偏低。

### 自由練習賽
根據2015年賽季的規則，比賽周末將舉行三階段自由練習賽，週五的兩場長一個半小時，剩餘的一場一小時練習賽則位在週六排位賽之前。不過，第二階段練習賽因為暴雨及雷雨，再加上洪水警報的緣故而被取消。另外兩階段練習賽則是在陰雨的天氣下照常進行。
尼可·羅斯堡是週五全場最快車手，領先兩位紅牛車手丹尼爾·科維亞特及丹尼爾·里卡多。第一階段練習賽展開時的賽道路面相當濕滑，不過當時雨勢已停，路面隨著練習賽的進行漸漸轉乾，車手們隨後也紛紛換上半雨胎。路易斯·漢米爾頓排上第五名，位在小卡洛斯·塞恩斯之後。儘管在練習賽後段才上場，費爾南多·阿隆索仍駕駛著換上新動力單元的麥拉倫拿下第九名。帕斯托·馬爾多納多因為面臨變速箱故障而無法上場，另一方面，薩伯的拉菲爾·馬賽羅頂替費利佩·納斯爾，在練習賽尾聲以0.3秒之差擊敗隊友马库斯·埃里克松。
週六的練習賽為確保觀眾的安全並未開放入場觀戰。路易斯·漢米爾頓是此階段的最快車手，位在有望與他爭奪世界冠軍的對手賽巴斯蒂安·維泰爾之前。隨著天氣狀況不斷地惡化，維泰爾在此階段接連發生兩次打滑旋轉。馬克斯·維斯塔潘以最後一名完賽，印度威力的尼克·胡肯伯格位居第三，位在維爾特利·鮑達斯及小塞恩斯之前。

### 排位賽
惡劣的天氣持續擾亂週六的賽程，排位賽數度延後，最終改期至週日上午舉行。許多車手也支持這項決定，簡森·巴頓表示：「這是正確的決定。但另一方面，也許提早個三小時對粉絲來說會是較好的決定。我們也希望能夠上場並盡力表現，不過延後的確是有必要的。」
排位賽共包含三個部分，各個階段分別長18、15、12分鐘，前兩階段各淘汰五名車手。第一階段排位賽（Q1）在開始五分鐘後便被中斷，小卡洛斯·塞恩斯在4號彎處撞車，因而帶出了紅旗。基於雨勢可能會持續惡化及排位賽隨時會因為天氣而被中斷，各車隊早早便出場爭取排位名次，路易斯·漢米爾頓、尼可·羅斯堡和丹尼爾·里卡多接連寫下最快圈速。除了小塞恩斯之外，兩位馬諾瑪魯西亞車手及薩伯的馬庫斯·埃里克森和費利佩·納斯爾也在第一階段被淘汰。賽巴斯蒂安·維泰爾在與賽道護欄接觸後，以第15名結束Q1，勉強地挺進Q2。
第二階段排位賽中，兩位梅賽德斯持續刷新圈速並保有領導地位，其中，羅斯堡又以0.1秒之差領先隊友漢米爾頓。費爾南多·阿隆索跑得比維爾特利·鮑達斯快並尋求挺進Q3，後者隨後則被馬克斯·維斯塔潘擠出前10名之外。同樣無法進入前10名的包括兩位路特斯車手及麥拉倫的簡森·巴頓。不久之後，雨勢加劇，車手們無法再做出更快的圈速，許多車手在第二階段排位賽後段發生打滑旋轉。
隨著雨勢的惡化，賽會決議取消第三階段排位賽，並以第二階段之成績作為正賽發車位。因此，羅斯堡保住他的連續第三座桿位，領先了後方的漢米爾頓、里卡多與科維亞特。法拉利的賽巴斯蒂安·維泰爾取得第5位，但他因為受罰而把第三排發車位讓給了兩位印度威力車手塞吉歐·培瑞茲及尼克·胡肯伯格。隨著兩位法拉利車手受到罰退，費爾南多·阿隆索的發車位上升至第9位，這是麥拉倫本季至今最佳的一次。在取得連續第三座桿位後，羅斯堡表示經過日本被漢米爾頓超車及俄羅斯領跑後退賽的遭遇後，他非常想要贏得這場分站的冠軍。小卡洛斯·塞恩斯的排位賽成績未能跑在里卡多於Q1的最快圈速107%之內，需經過幹事准許後才得以參加正賽。他隨後取得許可，車隊也才能開始為他的起跑做準備。在更換變速箱後，維爾特利·鮑達斯收到了5位罰退，使他從第11位下滑至第16位發車。

### 正賽

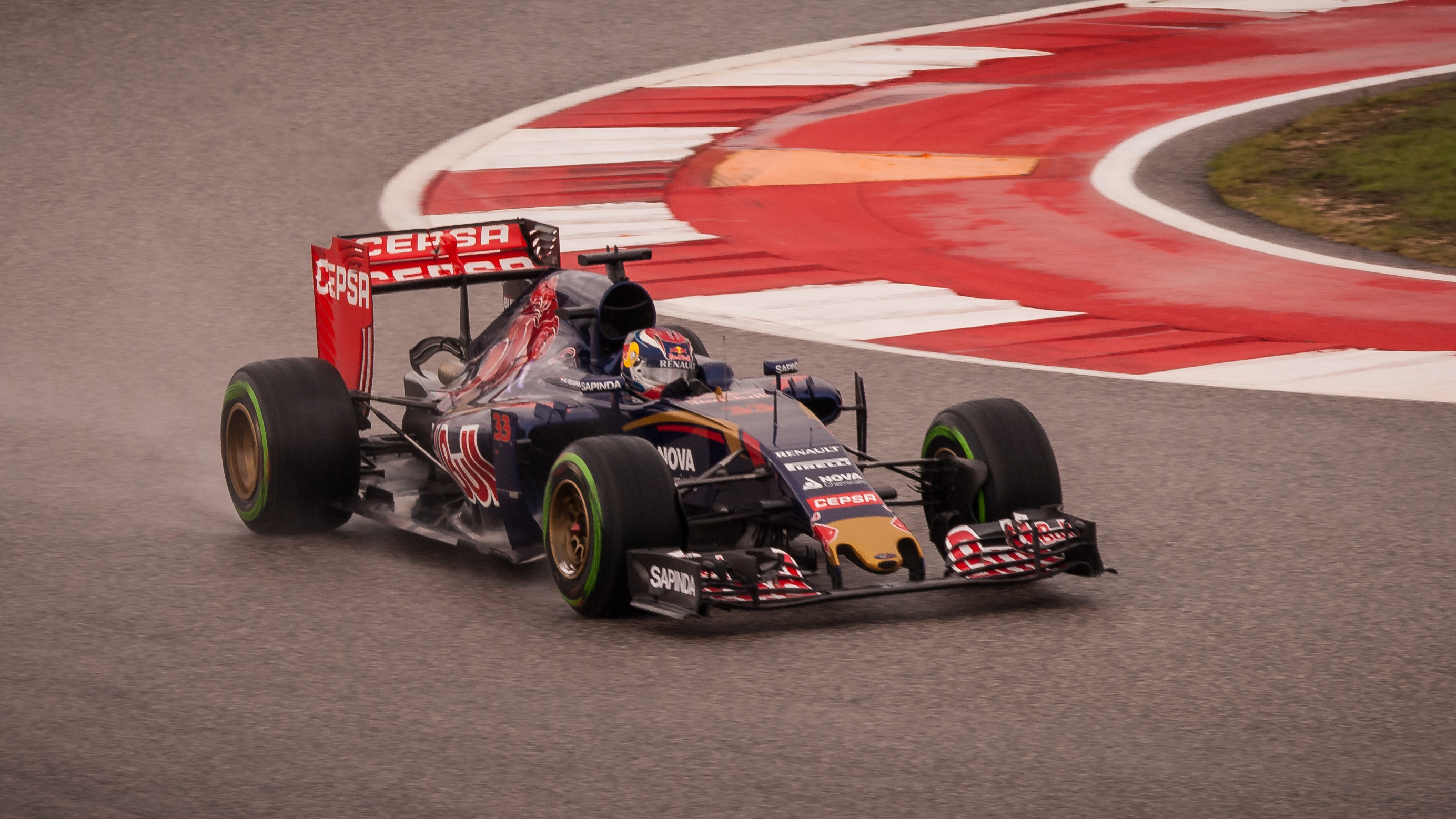
馬克斯·維斯塔潘追平他本季的最佳紀錄，以第四名完賽。

雖然雨勢在比賽展開前已經停歇，但賽道依舊濕滑，所有車手選擇換上半雨胎起跑。漢米爾頓的起跑相當具有優勢，在1號彎便對桿位得主羅斯堡展開攻勢，迫使德國人閃出賽道，讓漢米爾頓取得領先。羅斯堡這一次讓開的舉動使他丟掉更多的名次，落到了漢米爾頓、科維亞特、里卡多及培瑞茲之後。後方涉及到阿隆索、馬薩、兩位薩伯車手埃里克森、納斯爾及鮑達斯的一起事故，使得鮑達斯在第一圈便進站率先換上光頭胎，納斯爾也隨著賽道逐漸轉乾藉機進站。威爾·史蒂文斯被隊友亞歷山大·羅西從後方撞上，損壞了他的尾翼而使他退賽。最後一位起跑的小卡洛斯·塞恩斯從事故中獲益，在第1圈結束後上升至第10名。羅斯堡很快地從培瑞茲手中奪回第4名，另外，因為紅牛在雨天有著強勢的表現，使得前方的漢米爾頓持續受到來自科維亞特的壓力。當科維亞特僅以半秒之差落後這位積分榜領先者時，虛擬安全車卻在第5圈出動，以清除事故在1號彎所留下的碎片。到了第7圈，維爾特利·鮑達斯因為在1號彎的事故造成阻尼器故障而提前退賽。虛擬安全車在第8圈結束後，羅斯堡立刻對里卡多展開攻勢並拿下第3名，又在同圈超越科維亞特來到第2名。羅曼·格羅斯讓成為第1圈事故中的另一位受害者，他在第12圈第二度進站並以退賽收場。同時，從第13位發車的賽巴斯蒂安·維泰爾已經來到第6名。前方，科維亞特在嘗試超越羅斯堡時衝出賽道，也讓其隊友里卡多來到第3名，接著又以一次成功地超車從羅斯堡手中拿下第2名。
里卡多開始向漢米爾頓爭奪領先，最終澳洲人在第15圈超越漢米爾頓。隨著半雨胎的抓地力逐漸退化，賽道上出現許多超車鏡頭。羅斯堡在第16圈第二度嘗試超越隊友失敗，一圈後，維斯塔潘順利從維泰爾手中拿下第6名，接著因為跑開又把名次讓了回去。第18圈，羅斯堡超越漢米爾頓，後者則在這圈結束前進站換上黃色軟胎。其餘的前段車手也在接下來的幾圈內跟進換胎。進站潮結束後，里卡多持續領跑，羅斯堡、科維亞特及漢米爾頓緊追在後。第20圈，奇米·雷克南發生打滑衝出賽道，撞上賽道護欄後，還能回到場上並進站換上新的鼻翼。兩位梅賽德斯車手在第22圈分別超越他們各自的紅牛對手，現在來到第5名的維泰爾已開始追進前方四名車手。第24圈，他來到科維亞特後方，並順利超車拿下第4名，而尼可·羅斯堡在第25圈時已把與里卡多的差距拉開至9秒。漢米爾頓在一圈後超越里卡多拿下第2名，雷克南則被迫退賽。馬薩在第24圈也面臨與他隊友相同的問題，最終以退賽收場。

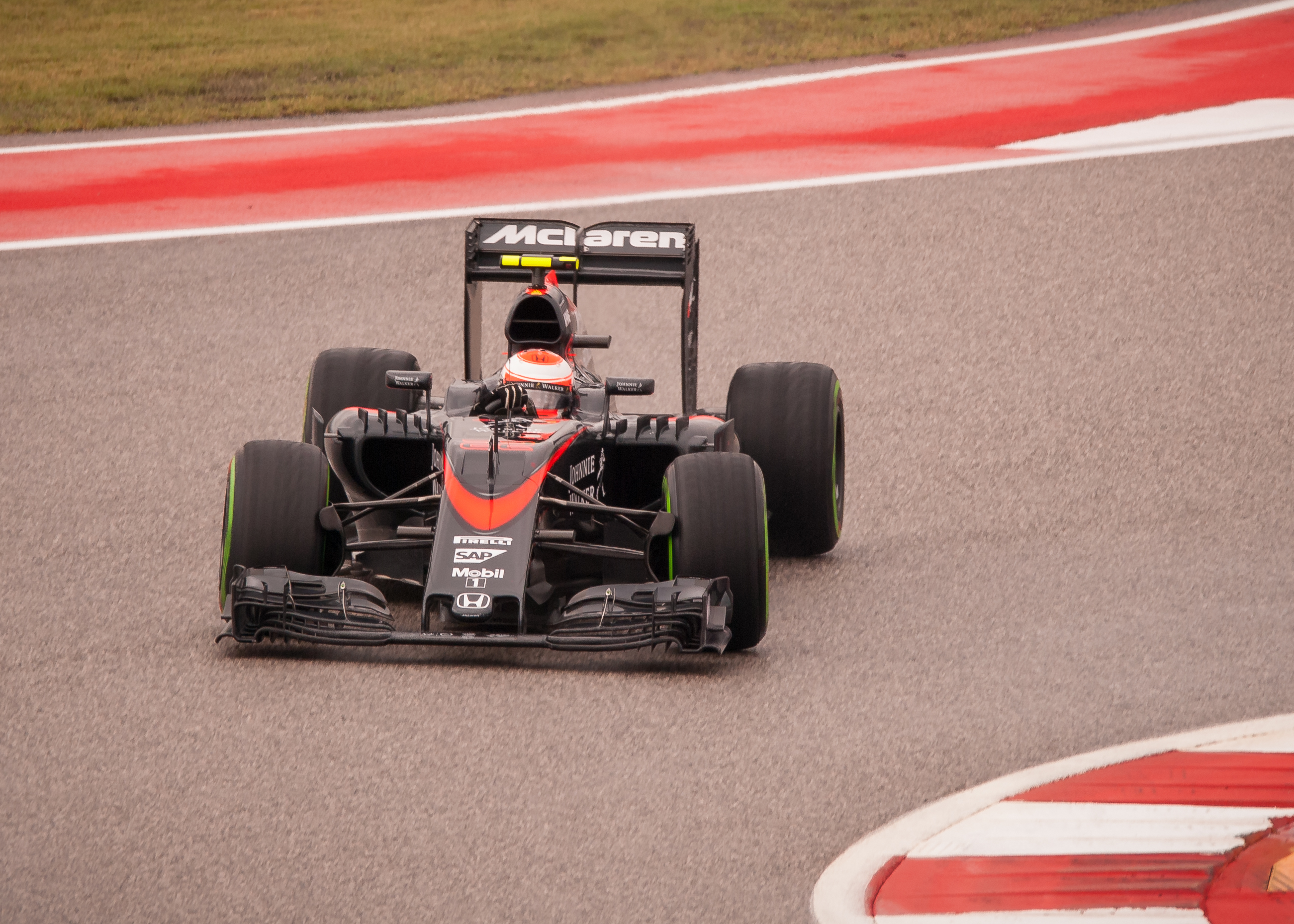
簡森·巴頓取得他本季最佳的成績，以第6名在積分圈內完賽。

到了第27圈，馬庫斯·埃里克森的薩伯停在了賽道邊上，這也使得大會部署安全車出動。賽事進行至一半，前幾位的名次依序為：羅斯堡、漢米爾頓、里卡多、科維亞特、維斯塔潘及維泰爾，其中，維泰爾利用安全車期間進站換上白色中性胎使他落到了第6名。安全車在第32圈結束後回到維修站，維泰爾在維斯塔潘進站換胎後再度來到第5名。比賽重新展開，德國人在1號彎抓到科維亞特的失誤，順利超越來到第4名，接著在幾個彎後超過另一位紅牛車手里卡多。不過，里卡多又在下一彎奪回名次。維泰爾最終仍在下一圈的1號彎超越里卡多。另一方面，科維亞特跑開而把第5名的位子讓給了維斯塔潘及胡肯伯格。第35圈，維斯塔潘超越另一位紅牛車手里卡多，來到第4名。當胡肯伯格嘗試在一圈後嘗試超車里卡多，但卻與他發生碰撞，迫使德國人退賽。里卡多依舊能回到場上，但隨後被他的隊友超越，而後方的簡森·巴頓則來到第7名。賽會再次部署虛擬安全車以移除胡肯伯格的車輛，羅斯堡選擇在此期間進站，使得他的名次下滑至漢米爾頓、維泰爾及維斯塔潘之後。虛擬安全車在第40圈結束，羅斯堡抓到維斯塔潘的尾流上到第3，而阿隆索來到了第6，其隊友巴頓則位居第5名。羅斯堡用上了新的輪胎在第42圈順利超過維泰爾。
一圈後，丹尼爾·科維亞特在倒數第2彎壓到賽道邊濕滑的人工草皮，發生打滑而撞上左側賽道護欄，造成賽會再次部署安全車。漢米爾頓及維泰爾皆利用這次機會換上新胎，巴頓也在第45圈進站。安全車在第46圈結束後回到維修區，此時的名次依序為：羅斯堡、漢米爾頓、維斯塔潘、維泰爾、阿隆索、培瑞茲、巴頓及馬爾多納多。比賽再度展開，維斯塔潘嘗試超越漢米爾頓失敗，反而在之後被維泰爾超車。到了第48圈，羅斯堡因為後輪打滑衝出賽道，將領先地位讓給了漢米爾頓。德國人之後稱他的失誤是因為一股強烈的陣風所致。漢米爾頓很快地拉開與隊友的差距，簡森·巴頓在第50圈超過隊友阿隆索來到第6名，但在比賽尾聲將名次讓給了小塞恩斯。阿隆索曾跑在第5名，但因為引擎動力不足使得名次下滑，最終以第11名完賽。比賽剩下最後幾圈，維泰爾逐漸追進第2名的羅斯堡，不過未能超越。這意味著拿下率先衝線的漢米爾頓順利拿下分站冠軍，並取得他職業生涯第3座世界冠軍。

### 賽後
在由艾爾頓·強主持的頒獎台訪問中，尼可·羅斯堡表示他對比賽的結果感到失望。他在休息間將他的頒獎台帽丟向路易斯·漢米爾頓，顯然地透過此舉動來洩憤，不過，他在之後輕描淡寫地形容這「只是他們特有的嬉鬧方式」。另一方面，賽巴斯蒂安·維泰爾對他的表現感到滿意，他表示車隊已經「超乎所有人的預期」。新科世界冠軍漢米爾頓稱他的第三座冠軍是他「這一生最偉大的時刻」，同時也感謝他父親與家人的支持。談到他的前兩次奪冠的過程，他說：「前兩次皆在最後一場分站才定下，真的是高潮迭起。這一次雖然沒有特別超凡，但還是感到如此地特殊……這也證明了我超越了去年的自己——也追平了艾爾頓。」他形容追平他偶像的奪冠數是「一個非常震撼人心的經驗」，更表示他感到「非常喜悅」。然而，梅賽德斯隊內出現了更多的不和，尼可·羅斯堡稱漢米爾頓在起跑時的舉動「非常、非常地激進」。漢米爾頓談到這起事件：「剛開始我與尼可相當接近。這並非故意的。我們都重踩煞車且那裏並沒有抓地力，當他開始轉向時，我卻仍無法轉動方向盤。」車隊的執行董事托托·沃爾夫（Toto Wolff）表示這起事件還須討論，而漢米爾頓則駁回了這個念頭，他表示「沒有這個必要。每個人都有發表意見的權利，但也不要緊，我已經贏得了這場分站冠軍。」

## 賽事結果

### 排位賽成績
| 名次               | 車號 | 車手              | 車隊              | 第一階段 | 第二階段1 | 發車位 |
| ------------------ | ---- | ----------------- | ----------------- | -------- | --------- | ------ |
| 1                  | 6    | 尼可·羅斯堡       | 梅賽德斯          | 1:56.671 | 1:56.824  | 1      |
| 2                  | 44   | 路易斯·漢米爾頓   | 梅賽德斯          | 1:56.871 | 1:56.929  | 2      |
| 3                  | 3    | 丹尼爾·里卡多     | 紅牛-雷諾         | 1:56.495 | 1:57.969  | 3      |
| 4                  | 26   | 丹尼爾·科維亞特   | 紅牛-雷諾         | 1:57.640 | 1:58.434  | 4      |
| 5                  | 5    | 賽巴斯蒂安·維泰爾 | 法拉利            | 2:00.950 | 1:58.596  | 132    |
| 6                  | 11   | 塞吉歐·培瑞茲     | 印度威力-梅賽德斯 | 1:59.284 | 1:59.210  | 5      |
| 7                  | 27   | 尼克·胡肯伯格     | 印度威力-梅賽德斯 | 1:58.325 | 1:59.333  | 6      |
| 8                  | 19   | 費利佩·馬薩       | 威廉斯-梅賽德斯   | 2:00.902 | 1:59.999  | 7      |
| 9                  | 33   | 馬克斯·維斯塔潘   | 紅牛二隊-雷諾     | 1:58.689 | 2:00.199  | 8      |
| 10                 | 14   | 費爾南多·阿隆索   | 麥拉倫-本田       | 1:59.704 | 2:00.265  | 9      |
| 11                 | 77   | 維爾特利·鮑達斯   | 威廉斯-梅賽德斯   | 1:59.569 | 2:00.334  | 163    |
| 12                 | 8    | 羅曼·格羅斯讓     | 蓮花-梅賽德斯     | 2:00.236 | 2:00.595  | 10     |
| 13                 | 22   | 簡森·巴頓         | 麥拉倫-本田       | 2:00.261 | 2:01.193  | 11     |
| 14                 | 13   | 帕斯托·馬爾多納多 | 蓮花-梅賽德斯     | 2:00.844 | 2:01.604  | 12     |
| 15                 | 7    | 奇米·雷克南       | 法拉利            | 1:58.198 | 1:59.703  | 182    |
| 16                 | 9    | 马库斯·埃里克松   | 薩伯-法拉利       | 2:02.212 |           | 13     |
| 17                 | 12   | 費利佩·納斯爾     | 薩伯-法拉利       | 2:03.194 |           | 16     |
| 18                 | 53   | 亞歷山大·羅西     | 瑪魯西亞-法拉利   | 2:04.176 |           | 17     |
| 19                 | 28   | 威爾·史蒂文斯     | 瑪魯西亞-法拉利   | 2:04.526 |           | 194    |
| 107%時間：2:04.653 |      |                   |                   |          |           |        |
| NC                 | 55   | 小卡洛斯·塞恩斯   | 紅牛二隊-雷諾     | 2:07.304 |           | 205    |
| 來源：             |      |                   |                   |          |           |        |

備註
^1 －由於第二階段下起暴雨及賽道濕滑的狀況，隨後的第三階段因此被取消，第二階段排位賽成績將做為正賽的起跑順序。

^2 －賽巴斯蒂安·維泰爾及奇米·雷克南皆因為更換動力單元，各須接受10位罰退。

^3 －維爾特利·鮑達斯因為在排位賽後更換變速箱，須接受5位罰退。

^4 －威爾·史蒂文斯因為對其動力單元做出多項變更，須接受20位罰退，但出於小塞恩斯未能作出圈速，史蒂文斯不須退到最後一位發車。

^5 －小卡洛斯·塞恩斯的排位賽成績未能跑在全場最佳成績的107%之內，在經過幹事許可後，得以從最後一位發車。

### 正賽成績
| 名次   | 車號 | 車手              | 車隊              | 圈數 | 時間/退賽     | 發車位 | 積分 |
| ------ | ---- | ----------------- | ----------------- | ---- | ------------- | ------ | ---- |
| 1      | 44   | 路易斯·漢米爾頓   | 梅賽德斯          | 56   | 1:50:52.703   | 2      | 25   |
| 2      | 6    | 尼可·羅斯堡       | 梅賽德斯          | 56   | +2.850        | 1      | 18   |
| 3      | 5    | 賽巴斯蒂安·維泰爾 | 法拉利            | 56   | +3.381        | 13     | 15   |
| 4      | 33   | 馬克斯·維斯塔潘   | 紅牛二隊-雷諾     | 56   | +22.359       | 8      | 12   |
| 5      | 11   | 塞吉歐·培瑞茲     | 印度威力-梅賽德斯 | 56   | +24.413       | 5      | 10   |
| 6      | 22   | 簡森·巴頓         | 麥拉倫-本田       | 56   | +28.058       | 11     | 8    |
| 71     | 55   | 小卡洛斯·塞恩斯   | 紅牛二隊-雷諾     | 56   | +30.619       | 20     | 6    |
| 8      | 13   | 帕斯托·馬爾多納多 | 蓮花-梅賽德斯     | 56   | +32.273       | 12     | 4    |
| 9      | 12   | 費利佩·納斯爾     | 薩伯-法拉利       | 56   | +40.257       | 15     | 2    |
| 10     | 3    | 丹尼爾·里卡多     | 紅牛-雷諾         | 56   | +53.571       | 3      | 1    |
| 11     | 14   | 費爾南多·阿隆索   | 麥拉倫-本田       | 56   | +54.816       | 9      |      |
| 12     | 53   | 亞歷山大·羅西     | 瑪魯西亞-法拉利   | 56   | +1:15.277     | 17     |      |
| Ret    | 26   | 丹尼爾·科維亞特   | 紅牛-雷諾         | 41   | 事故          | 4      |      |
| Ret    | 27   | 尼克·胡肯伯格     | 印度威力-梅賽德斯 | 35   | 碰撞          | 6      |      |
| Ret    | 9    | 马库斯·埃里克松   | 薩伯-法拉利       | 25   | 機械故障      | 14     |      |
| Ret    | 7    | 奇米·雷克南       | 法拉利            | 25   | 煞車/事故損壞 | 18     |      |
| Ret    | 19   | 費利佩·馬薩       | 威廉斯-梅賽德斯   | 23   | 機械故障      | 7      |      |
| Ret    | 8    | 羅曼·格羅斯讓     | 蓮花-梅賽德斯     | 10   | 機械故障      | 10     |      |
| Ret    | 77   | 維爾特利·鮑達斯   | 威廉斯-梅賽德斯   | 5    | 碰撞損壞      | 16     |      |
| Ret    | 28   | 威爾·史蒂文斯     | 瑪魯西亞-法拉利   | 1    | 機械故障      | 19     |      |
| 來源： |      |                   |                   |      |               |        |      |

備註
- ^1 －小卡洛斯·塞恩斯以第六名完賽，但因為在維修道超速而被罰5秒加時。[40]

### 賽後排名
|  | 名次 | 車手              | 積分 |
|  | ---- | ----------------- | ---- |
|  | 1    | 路易斯·漢米爾頓   | 327  |
|  | 2    | 賽巴斯蒂安·維泰爾 | 251  |
|  | 3    | 尼可·羅斯堡       | 247  |
|  | 4    | 奇米·雷克南       | 123  |
|  | 5    | 維爾特利·鮑達斯   | 111  |

|  | 名次 | 車隊              | 積分 |
|  | ---- | ----------------- | ---- |
|  | 1    | 梅賽德斯          | 574  |
|  | 2    | 法拉利            | 374  |
|  | 3    | 威廉斯-梅賽德斯   | 220  |
|  | 4    | 紅牛-雷諾         | 150  |
|  | 5    | 印度威力-梅賽德斯 | 102  |

- 註記：僅列出前五名。
- 粗體字內容表示2015年世界冠軍。

## 外部連結
- 一級方程式賽車官方網站上的2015年美國大獎賽（页面存档备份，存于）

| 上一場： 2015年俄羅斯大獎賽 | 2015年世界一级方程式锦标赛 | 下一場： 2015年墨西哥大獎賽 |
| 上一屆： 2014年美國大獎賽   | 美國大獎賽                 | 下一屆： 2016年美國大獎賽   |